# 吉米沙星
吉米沙星（Gemifloxacin，原研药商品名Factive ，中文原研药商品名吉速星）是一种广谱喹诺酮类抗菌剂，由韩国LG生命科学研发，用于治疗慢性支气管炎和轻度至中度肺炎的急性细菌急性发作，属于呼吸道喹诺酮的一种。该药以口服甲磺酸盐（即甲磺酸吉米沙星）的形式应用于临床。

## 临床应用
吉米沙星适用于在下列情况下治疗由指定微生物的敏感菌株引起的感染。
- 由肺炎链球菌、流感嗜血杆菌、副流感嗜血杆菌或卡他莫拉菌引起的慢性支气管炎
- 由肺炎链球菌（包括多重耐药菌株）、流感嗜血杆菌、卡他莫拉菌、肺炎支原体、肺炎衣原体或肺炎克雷伯菌）引起的社区获得性肺炎

## 抗菌谱
已经证明吉米沙星对下列微生物的大多数菌株具有活性：
- 革兰氏阳性菌[1]：包括肺炎链球菌（含多药耐药性肺炎链球菌（MDRSP）、耐青霉素的肺炎链球菌（PRSP））、金黄色葡萄球菌和化脓性链球菌
- 革兰氏阴性菌：包括流感嗜血杆菌、副流感嗜血杆菌、肺炎克雷伯菌、卡他莫拉菌、鲍曼不动杆菌、产酸克雷伯菌、嗜肺军团菌、寻常变形杆菌。
- 其他微生物：肺炎衣原体，肺炎支原体

## 不良反应
氟喹诺酮类药物一般耐受良好，大多数副作用是轻度的，很少出现严重的不良反应。 与其他抗生素类药物相比，氟喹诺酮类特有的一些严重不良反应包括中枢神经系统毒性和跟腱炎。
吉米沙星在治疗剂量下可能会发生严重不良反应，它们包括：中枢神经系统毒性、心血管毒性、肌腱/关节毒性。 在药物过量的情况下可能会导致肾衰竭和癫痫发作。儿童和老人发生副作用的风险更大。
与其他氟喹诺酮类药物相比，吉米沙星对心血管系统的毒性较为突出。

## 相关研究
一项最新研究表明，吉米沙星在体外细胞和小鼠体内均具有抗乳腺癌转移活性。